# Julien Frascadore
Julien Frascadore (Quebec, 17 de noviembre de 1999) es un deportista canadiense que compite en judo.
Ganó una medalla de plata en los Juegos Panamericanos de 2023 y dos medallas en el Campeonato Panamericano de Judo, en los años 2023 y 2025.

## Palmarés internacional
| Juegos Panamericanos    | Juegos Panamericanos | Juegos Panamericanos | Juegos Panamericanos |
| Año                     | Lugar                | Medalla              | Categoría            |
| ----------------------- | -------------------- | -------------------- | -------------------- |
| 2023                    | Santiago (Chile)     | Medalla de plata     | –66 kg               |
| Campeonato Panamericano |                      |                      |                      |
| Año                     | Lugar                | Medalla              | Categoría            |
| 2023                    | Calgary (Canadá)     | Medalla de oro       | –66 kg               |
| 2025                    | Santiago (Chile)     | Medalla de bronce    | –66 kg               |